# Microsoft Host Integration Server
Microsoft Host Integration Server ist ein Produkt der Firma Microsoft, mit dem verschiedene IBM-Mainframes über SNA an ein Windows-Netzwerk angebunden werden können. Der Host Integration Server arbeitet als Gateway zwischen Windows-Netzwerk und Mainframe und ermöglicht so Windows-Clients die direkte Anbindung etwa an DB2- oder Informix-Datenbanken auf einem IBM-Mainframe.
Der Host Integration Server erschien erstmals im Jahr 1993 unter der Bezeichnung Microsoft SNA Server und war eine der ersten für das damals neu erschienene Windows NT 3.1 veröffentlichten Anwendungen. Der SNA Server konnte damals entweder einzeln oder als Bestandteil des Pakets Microsoft BackOffice erworben werden.

## Versionsgeschichte
- SNA Server (ohne Versionsnummer), 1993
- SNA Server 2.1, Oktober 1994
- SNA Server 2.11, Juni 1995
- SNA Server 3.0, Oktober 1996
- SNA Server 4.0, Januar 1998
- Host Integration Server 2000
- Host Integration Server 2006
- Host Integration Server 2013
- Host Integration Server 2016
- Host Integration Server 2020